# NMBS/SNCB-Reihe 16
Die NMBS/SNCB-Reihe 16 ist eine Elektrolokomotivbaureihe der belgischen Staatsbahnen.
Die insgesamt acht im Jahr 1966 als Baureihe 160 in Dienst gestellten Lokomotiven sind Mehrsystemlokomotiven, das heißt, sie wurden für den Verkehr mit mehreren Stromsystemen konzipiert, und zwar mit 1,5 kV sowie 3 kV Gleichstrom und 25 kV 50 Hz als auch 15 kV 16,7 Hz Wechselstrom. Somit konnten sie in Belgien, in Frankreich, den Niederlanden und Deutschland eingesetzt werden. Das verschaffte ihnen vor allem den Einsatz vor internationalen Fernverkehrszügen. Inzwischen sind die Fahrzeuge dort durch modernere Lokomotiven und Thalys-Triebzüge ersetzt worden. 
Im Wechselstrombetrieb werden die Wellenstrommotoren über einen Transformator und Silizium-Diodengleichrichter gespeist, wovon vier durch ACEC und vier durch Siemens geliefert worden waren. 
Am 26. März 2010 wurden die letzten verbliebenen Fahrzeuge ausgemustert. Die Lokomotiven mit den Betriebsnummern 1602 und 1608 bleiben museal erhalten.